# WinShell
WinShell es un programa de software gratuito multilingüe para editar documentos de LaTeX y TeX en Windows desarrollado por Ingo H. de Boer. Su versión más reciente es la 4.0.
Los idiomas soportados son brasileño-portugués, catalán, chino, checo, inglés, francés, alemán, húngaro, italiano, español-México, polaco, portugués, español-España, sueco, danés, holandeses, japoneses, ruso y turco.
WinShell incluye un editor de textos, con syntax highligthing (resaltado de sintaxis), gestor de proyectos, corrector ortográfico, asistente para crear cuadros, soporte para BibTeX, soporte para Unicode, diversas barras de herramientas, múltiples opciones a configurar por el usuario y es portable (e.g. en USB).
No es un sistema de LaTeX completo; se requiere un sistema adicional que permita compilar documentos de LaTeX en Windows (tal como MiKTeX o TeX Live).